# Юниорская сборная России по хоккею с шайбой
Юниорская сборная России по хоккею с шайбой — хоккейная сборная, которая представляет Россию на ежегодном чемпионате мира среди юниорских команд (до 1999 года — на чемпионате Европы среди юниорских команд), а также на международных турнирах среди юниорских сборных для игроков не старше 18 лет. Является правопреемницей юниорской сборной СССР по хоккею с шайбой. Команда состоит из молодых игроков — граждан Российской Федерации, которым в год проведения чемпионата мира исполняется 18 или менее лет. Находится под эгидой Федерации хоккея России. За свою историю выступлений на чемпионатах мира трижды завоёвывала высшие награды, семь раз брала серебро и пять раз вставала на третью ступень пьедестала почёта, ни разу не опустившись ниже 6-го места.

## Предыстория
В 1967 году был впервые проведен международный турнир сборных юниоров восьми стран, организованный по инициативе Федерации хоккея СССР и Чехословацкого хоккейного союза — турнир стал предшественником чемпионатов Европы среди юношей, который стал проводить ИИХФ. С этого момента и можно по-настоящему начинать летосчисление юниорской сборной СССР по хоккею с шайбой, правопреемницей которой и является юниорская сборная России. Первые 9 турниров играли хоккеисты до 19 лет, начиная с 1977 возрастной ценз снижен до 18.

## Международные соревнования

### Чемпионаты Европы среди юниорских команд
- 1992:  3-е место
- 1993:  2-е место
- 1994:  2-е место
- 1995: 4-е место
- 1996:  1-е место
- 1997: 4-е место
- 1998:  3-е место

### Чемпионаты мира среди юниорских команд
- 1999: 6-е место
- 2000:  2-е место
- 2001:  1-е место
- 2002:  2-е место
- 2003:  3-е место
- 2004:  1-е место
- 2005: 5-е место
- 2006: 5-е место
- 2007:  1-е место
- 2008:  2-е место
- 2009:  2-е место
- 2010: 4-е место
- 2011:  3-е место
- 2012: 5-е место
- 2013: 4-е место
- 2014: 5-е место
- 2015: 5-е место
- 2016: 6-е место
- 2017:  3-е место
- 2018: 6-е место
- 2019:  2-е место
- 2021:  2-е место

### Кубок Глинки / Гретцки
- золото: 4 — (1993, 1995, 2019, 2021)
- серебро: 4 — (1992, 2003, 2008, 2009)
- бронза: 9 — (1994, 2001, 2002, 2006, 2007, 2011, 2015, 2016, 2018)

### Мировой кубок вызова
- золото: 5 — (2000, 2012, 2014, 2018, 2019)
- серебро: 2 — (2013, 2015)
- бронза: 2 — (2014, 2016)

## Лучшие игроки
Бомбардиры*
| Место | Имя               | Годы участия | Количество очков |
| ----- | ----------------- | ------------ | ---------------- |
| 1     | Александр Овечкин | 2002, 2003   | 31               |
| 2     | Евгений Кузнецов  | 2009, 2010   | 25               |
| 3     | Никита Кучеров    | 2011         | 21               |
| 4     | Илья Ковальчук    | 2000, 2001   | 20               |
| 5     | Михаил Григоренко | 2011         | 18               |

* = учитываются результаты только на юниорских чемпионатах мира